# Roslinda Samsu
Roslinda Samsu (Padang Terap, 9 giugno 1982) è un'ex astista malaysiana, vincitrice di numerose medaglie nelle competizioni del continente asiatico.
Ha inoltre rappresentato il proprio paese in occasione dei Giochi olimpici di Pechino 2008.

## Palmarès
| Anno | Manifestazione               | Sede                | Evento           | Risultato | Prestazione | Note                                     |
| ---- | ---------------------------- | ------------------- | ---------------- | --------- | ----------- | ---------------------------------------- |
| 1999 | Mondiali allievi             | Bydgoszcz           | Salto con l'asta | 15ª (q)   | 3,20 m      |                                          |
| 1999 | Campionati asiatici juniores | Singapore           | Salto con l'asta | 5ª        | 3,40 m      |                                          |
| 2000 | Campionati asiatici          | Giacarta            | Salto con l'asta | 4ª        | 3,70 m      |                                          |
| 2001 | Campionati asiatici juniores | Bandar Seri Begawan | Salto con l'asta | Argento   | 3,70 m      |                                          |
| 2001 | Giochi del Sud-est asiatico  | Kuala Lumpur        | Salto con l'asta | Argento   | 3,80 m      |                                          |
| 2003 | Universiadi                  | Taegu               | Salto con l'asta | nm        | nm          |                                          |
| 2003 | Giochi del Sud-est asiatico  | Hanoi               | Salto con l'asta | Bronzo    | 3,60 m      |                                          |
| 2004 | Campionati asiatici indoor   | Teheran             | Salto con l'asta | Argento   | 4,00 m      |                                          |
| 2005 | Campionati asiatici          | Incheon             | Salto con l'asta | Bronzo    | 4,10 m      |                                          |
| 2005 | Giochi del Sud-est asiatico  | Manila              | Salto con l'asta | Oro       | 4,10 m      |                                          |
| 2006 | Giochi del Commonwealth      | Melbourne           | Salto con l'asta | 4ª        | 4,25 m      |                                          |
| 2006 | Giochi asiatici              | Doha                | Salto con l'asta | Argento   | 4,30 m      |                                          |
| 2007 | Campionati asiatici          | Amman               | Salto con l'asta | Oro       | 4,20 m      |                                          |
| 2007 | Universiadi                  | Bangkok             | Salto con l'asta | 5ª        | 4,20 m      |                                          |
| 2007 | Mondiali                     | Osaka               | Salto con l'asta | 23ª (q)   | 4,35 m      | Miglior prestazione personale stagionale |
| 2007 | Giochi del Sud-est asiatico  | Nakhon Ratchasima   | Salto con l'asta | Oro       | 4,00 m      |                                          |
| 2008 | Campionati asiatici indoor   | Doha                | Salto con l'asta | Argento   | 4,10 m      |                                          |
| 2008 | Mondiali indoor              | Valencia            | Salto con l'asta | dns       | dns         |                                          |
| 2008 | Giochi olimpici              | Pechino             | Salto con l'asta | 16ª (q)   | 4,30 m      |                                          |
| 2009 | Campionati asiatici          | Canton              | Salto con l'asta | 5ª        | 3,60 m      |                                          |
| 2009 | Mondiali                     | Berlino             | Salto con l'asta | 24ª (q)   | 4,25 m      |                                          |
| 2009 | Giochi del Sud-est asiatico  | Vientiane           | Salto con l'asta | Oro       | 4,15 m      |                                          |
| 2010 | Campionati asiatici indoor   | Teheran             | Salto con l'asta | Oro       | 4,00 m      |                                          |
| 2010 | Giochi del Commonwealth      | Nuova Delhi         | Salto con l'asta | 10ª       | 3,95 m      |                                          |
| 2010 | Giochi asiatici              | Canton              | Salto con l'asta | 5ª        | 4,00 m      |                                          |
| 2011 | Giochi del Sud-est asiatico  | Palembang           | Salto con l'asta | Oro       | 4,20 m      |                                          |